# Aspen Cove
Pour les articles homonymes, voir Aspen (homonymie).
Aspen Cove (« anse au tremble ») est une petite communauté de pêche de Terre-Neuve-et-Labrador, au Canada. Aspen Cove est située au nord-est de l'île de Terre-Neuve. 
Au recensement de 2006, on y a dénombré 240 habitants.

## Histoire
Le premier dénombrement de la population de colons de cette communauté était le recensement de 1857. Le recensement a compté treize habitants d'une famille dont la vie reposait sur la pêche au saumon. La tradition orale rapporte que les premiers colons d'Aspen Cove ont découvert les restes d'un campement de Béothuks sur la rive de l'anse. 
Le premier colon se nommait Robert Shelly (plus tard Shelley) et il est venu de Fogo, Terre-Neuve-et-Labrador. Il est né dans le Hampshire, en Angleterre.